# Лемковская ватра
Лемко́вская Ва́тра (пол. Łemkowska Watra, укр. Лемківська Ватра) — название ежегодного фестиваля лемковской культуры, который проводится в селе Здыня, Малопольское воеводство, Польша.

## История
Первый фестиваль «Лемковская Ватра» состоялся 25 июля 1982 года и с этого времени он ежегодно проводится в течение третьей и четвёртой недели июля. Фестиваль организует общественная организация «Объединение лемков». На фестиваль съезжаются ежегодно около 50 этнографических коллективов и культурных организаций лемков из Польши, Словакии, Украины, Канады, Америки и других стран.
На фестивале устраивается ярмарки и встречи с лемковскими писателями и художниками.
В рамках фестиваля также проводится мероприятия для детей и молодёжи под названием «Ватрочка».

## Источник
- Роман Кабачій. Лемків край// Український тиждень № 12(125), 26 березня-1 квітня 2010. С. 62-65.